# Stork Club
Stork Club var en nattklubb i New York från 1929 till 1965. 1934–1966 var nattklubben på 53rd Street, strax öster om Fifth Avenue. 1966 förstördes lokalen, varvid den flyttade till Paley Park. 1951 blev nattklubben omskriven i samband med den så kallade storkaffären, då Josephine Baker anklagade nattklubben för rasism.